# Список метрополітенів за річним пасажиропотоком
Найбільш завантажені за річним пасажиропотоком метросистеми світу: 
1. Токійський метрополітен 3217 млн  (2012) [1][2] — 1-й в Азії
2. Пекінський метрополітен 3209 млн (2013) [3] — 2-й в Азії
3. Сеульський метрополітен 2560 млн (2012)[4] — 3-й в Азії
4. Шанхайський метрополітен 2500 млн (2013) [5] — 4-й в Азії, 2-й в Китаї
5. Московський метрополітен 2491 млн (2013)[6]  — 1-й у Європі, 1-й в Росії та СНД.
6. Метрополітен Гуанчжоу 2054 млн (2013)[7] (включаючи Фошаньський метрополітен)
7. Нью-Йоркський метрополітен 1707,5 млн (2013)[8]  — 1-й у Північній Америці
8. Метрополітен Мехіко  1609 млн (2012)[9] — 2-й в Північній Америці, 1-й у Латинській Америці
9. Гонконзький метрополітен 1600 млн (2013)[10]
10. Паризький метрополітен 1541 млн (2012)[11] — 2-й в Європі (навіть без урахування ліній RER)
11. Лондонський метрополітен 1229 млн (2012) [12]  — 3-й в Європі (без урахування легкого метро)
12. Шеньчженьський метрополітен 914 млн (2013) [13]
13. Метрополітен Сан-Паулу 888,6 млн (2013) [14] — 1-й у Південній Америці, 2-й у Латинській Америці
14. Сінгапурський метрополітен 853,5 млн (2012)[15]
15. Осакський метрополітен 842 млн (2013) [16] — 2-й в Японії
16. Каїрський метрополітен 837 млн  (2011) [17] — 1-й в Африці
17. Петербурзький метрополітен 758,6 млн (2013)[18]  — 4-й в Європі, 2-й в Росії та в СНД
18. Метрополітен Делі 703 млн (2013)[19]
19. Метрополітен Сантьяго 648,7 млн  (2012)[20] — 2-й у Південній Америці
20. Тайбейський метрополітен 635 млн (2013)[21]
21. Празький метрополітен 589, 2 млн (2012)[22]
22. Тегеранський метрополітен 568 млн (2012)[23]
23. Мадридський метрополітен 557,9 млн (2013) [24]
24. Київський метрополітен 536,2 млн (2013)[25]  — 1-й в Україні, 8-й в Європі
25. Афінський метрополітен 493,8 млн (2013) [26]
26. Берлінський метрополітен 493,3 млн (2013)[27]
27. Метрополітен Каракас ~484,6 млн (2009) [28]
28. Нанкінський метрополітен 452 млн (2012)[29]
29. Барселонський метрополітен 448,5 млн (2012)[30]
30. Метрополітен Нагої 443,4 млн (2012) [31]
31. Віденський метрополітен 428,8 млн (2013)[32]
32. Міланський метрополітен 425,8 млн (2011)[33]
33. Система ЛРТ і МРТ Маніли 405,3 млн (2012)[34]
34. Метрополітен Ріо-де-Жанейро 401,5 млн (2012)[35]
35. Мюнхенський метрополітен 384 млн (2013)[36]
36. Метрополітен Монреаля 356,1 млн (2013)[37] — 3-й у Північній Америці
37. Мінський метрополітен 328,3 млн (2013)[38]
38. Стокгольмський метрополітен 328 млн (2013)[39]
39. Пусанська метрополітен 320,4 млн (2012)[40]
40. Чунцінський метрополітен ~ 310 млн (2012)[41]
41. Метрополітен Буенос-Айреса 310 млн (2011)[42]
42. Римський метрополітен 309,8 млн (2011)[43]
43. Метрополітен Торонто 309,5 млн (2013)[37]
44. Метрополітен Бангкока ~ 305 млн  (2012/2013)[44][45][46]
45. Будапештський метрополітен 302,4 млн  (2011)[47]
46. Уханьський метрополітен 277,4 млн (2013)[29]
47. Ліонський метрополітен 270 млн (2013)[48]
48. Метрополітен Бостона 238,9 млн (2013)[37] (включаючи легке метро)
49. Калькуттський метрополітен 237,3 млн (2012)[49]
50. Стамбульський метрополітен 232,2 млн (2013) [50]
51. Харківський метрополітен 231,1 млн (2013) [51] — 2-й в Україні
52. Чиказький метрополітен 229,1 млн (2013)[52]
53. Дюссельдорфський метротрам 214,6 млн (2012)[53]
54. Вашингтонський метрополітен 212,2 млн (2012)[54]
55. Метрополітен Саппоро 210 млн (2008)[55]
56. Гамбурзький метрополітен 209 млн (2012) [56]
57. Кельнський метротрам 208,9 млн (2012)[57]
58. Бакинський метрополітен 206,6 млн (2013) [58]
59. Йокогамський метрополітен 198 млн (2008) [59]
60. Метрополітен Сан-Франциско 176,7 млн  (2013)[37] (включаючи метротрам)
61. Бухарестський метрополітен 172,6 млн (2012)[60]
62. Метротрам Штутгарта 170,7 млн  (2012)[61]